# HD164769
HD164769 — хімічно пекулярна зоря спектрального класу
B3 й має видиму зоряну величину в смузі V приблизно  9,2.

## Пекулярний хімічний склад
Зоряна атмосфера HD164769 має підвищений вміст 
He
.